# Aiutante di camera di Sua Santità
L'Aiutante di camera di Sua Santità è un membro laico della famiglia pontificia   e maggiordomo personale del Papa.

## Storia e funzioni
L'Aiutante di camera svolge le funzioni di assistente privato del Papa, lo aiuta nelle necessità personali quotidiane svolgendo i compiti propri di coloro che nelle corti secolari vengono denominati maggiordomi. Tale carica lo rende la personalità laica più prossima al pontefice. 
Con la riforma contenuta nella lettera apostolica Pontificalis Domus, promulgata da papa Paolo VI nel marzo 1968, cambia la denominazione ufficiale da "maggiordomo" a quella attuale di "Aiutante di Camera di Sua Santità". L'aiutante di camera di Sua Santità nello svolgimento delle sue funzioni di assistente del papa, si avvale della collaborazione dei cubicolari, ovvero i domestici pontifici, e dei Sediari pontifici, coordinati a loro volta dal Decano di sala. L'aiutante di camera inoltre accompagna il papa nelle sue uscite in Piazza San Pietro durante le udienze generali.

## Cronologia degli Aiutanti di Camera
- Gaetano Moroni, aiutante di Gregorio XVI (1831-1846) e di Pio IX (1846-1878); erudito e bibliografo, bibliofilo e poligrafo, autore del Dizionario di erudizione storico-ecclesiastica;
- Pio Centra, aiutante di Leone XIII (1878-1903);
- Alberto Silli, aiutante di Pio X (1903-1914);
- Mariano Faggiani, aiutante di Benedetto XV (1914-1922) successivamente decano di sala dell'anticamera pontificia;
- Guido Guida, aiutante di Pio XI (1922-1939);
- Giovanni Stefanori, aiutante di Pio XII (1939-1958);
- Guido Gusso, aiutante di Giovanni XXIII (1958-1963) successivamente decano di sala dell'anticamera pontificia;
- Franco Ghezzi, aiutante di Paolo VI (1963-1978); successivamente decano di sala dell'anticamera pontificia;
- Angelo Gugel, aiutante di Giovanni Paolo I (1978), di Giovanni Paolo II (1978-2005) e di Benedetto XVI (dal 2005 al 2006);
- Paolo Gabriele, aiutante di Benedetto XVI (dal 2006 al 2012);
- Sandro Mariotti, aiutante di Benedetto XVI (dal 2012 al 2013) e di Francesco (dal 2013 al 2024);
- Piergiorgio Zanetti, aiutante di Francesco(dal 2013 al 2025) ad oggi con papa Leone XIV
- Daniele Cherubini, aiutante di Francesco (dal 2024).

1. ↑  S'intende per Famiglia pontificia l'insieme del clero e dei laici addetti al servizio personale del papa.

Piergiorgio Zanetti dal 2013 -2025